# Agustín Acuña Méndez
Agustín Acuña Méndez (San Carlos, 4 de mayo de 1922-Santiago, 18 de marzo de 2016) fue un agricultor y político chileno.

## Biografía
Nació en San Carlos el 4 de mayo de 1922. Hijo de Alfredo Acuña Navarrete y Ana María Méndez Riquelme. Falleció en Santiago de Chile el 18 de marzo de 2016.
Se casó con Inés Hildebrandt Parera con quien tuvo dos hijos y en segundo matrimonio con Delia Cuadra Gazmuri.
Realizó sus estudios primarios y secundarios en el Liceo de Talca. Al egresar, se dedicó a las actividades agrícolas y posteriormente al corretaje de propiedades. 

### Vida pública
Inició sus actividades políticas en 1940 cuando ingresó al Partido Liberal, donde permaneció hasta 1966. Ese último año se incorporó al Partido Nacional donde ocupó el cargo de consejero provincial y miembro del Consejo Nacional.
En 1964, durante la presidencia de Jorge Alessandri Rodríguez, fue nombrado Subdelegado de Gobierno.
En las elecciones parlamentarias de 1969 resultó elegido diputado por la Vigesimosegunda Agrupación Departamental "Valdivia, La Unión y Río Bueno y Panguipulli". Integró la Comisión Permanente de Agricultura y Colonización.
En 1970 formó parte de la delegación de parlamentarios chilenos que viajaron la República Federal de Alemania y a Francia.
En las elecciones parlamentarias de 1973 fue reelegido por la misma Agrupación Departamental. Integró la Comisión Permanente de Obras Públicas y Transportes, de la que fue presidente. El Golpe de Estado del 11 de septiembre de 1973 puso término anticipado a su período parlamentario, tras la disolución del Congreso Nacional.
En las elecciones parlamentarias de 1989 se postuló a Senador por la Región de Los Lagos, sin resultar electo.
Tras su muerte en marzo de 2016, fue objeto de un homenaje póstumo en la Cámara de Diputados.

## Historial electoral

### Elecciones parlamentarias de 1973
Elecciones parlamentarias de 1973 para 22ª Agrupación Departamental, Valdivia.

### Elecciones parlamentarias de 1989
- Elecciones parlamentarias de 1989, para la Circunscripción 16, Los Lagos Norte [3]